# 森訥巴赫河
51°48′47″N 8°24′46″E / 51.81306°N 8.41278°E

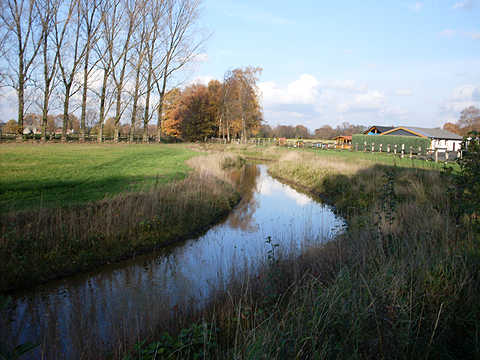
森訥巴赫河

森訥巴赫河（德語：Sennebach），是德國的河流，位於該國西部，處於北萊茵-威斯特法倫州，屬於埃姆斯河的右支流，河道全長25.5公里，流域面積36.1平方公里。